# Heather Nauert
Heather Nauert (Rockford, Illinois, 27 de gener de 1970) és una periodista estatunidenca, portaveu del Departament d'Estat dels Estats Units des de l'abril de 2017. Prèviament havia estat copresentadora dels programs matinals Fox & Friends i Fox & Friends First, i amb anterioritat corresponsal de la secció d'informatius de l'ABC, ABC News.

## Trajectòria

### Joventut
Nauert va néixer a la ciutat de Rockford (Illinois), filla de Peter Nauert —un executiu d'una empresa d'assegurances— i amb tres germans més. Es va formar al Pine Manor College de Chestnut Hill (Massachusetts) i posteriorment es va llicenciar en Comunicació a la Mount Vernon Seminary and College for Women i en Periodisme a la Universitat de Colúmbia.

### Carrera periodística i de consultoria
L'any 1996, Heather Nauert es va convertir en periodista del programa empresarial setmanal sindicat First Business. Va treballar a Fox News des de 1998 fins al 2005, primer com a col·laboradora durant tres anys i després com a corresponsal durant quatre anys. Durant el seu temps com a corresponsal també va contribuir regularment a la tertúlia The Big Story del canal Fox News.
Més endavant, entre els anys 2005 i 2007, Nauert va ocupar càrrecs en diverses agències de notícies diferents, inclosa ABC News com a corresponsal d'assignació general, on va contribuir als magazins World News Tonight, Good Morning America i Nightline. Durant aquesta etapa va rebre una nominació als Premis Emmy pel seu treball en la sèrie 13 Around the World. També el 2007, va tornar a Fox News com a co-amfitriona de l'edició setmanal The Big Story.
Nauert també ha presentat notícies als programes matinals Good Day Early Call i Good Day New York Wake Up, juntament amb Steve Lacy a l'estació WNYW (coneguda com a Fox 5 News), a Nova York. L'octubre de 2012, va deixar de col·laborar en aquest darrer programa.
A banda de la seva trajectòria periodística, Nauert també ha treballat com a consultora d'afers governamentals sobre assumptes com l'assegurança mèdica, la Seguretat Social i els impostos. A més a més, va esdevenir membre del Council on Foreign Relations.

### Portaveu del Departament d'Estat
El 24 d'abril de 2017, el Departament d'Estat dels Estats Units va anunciar Heather Nauert com a nova portaveu d'aquest organisme (equivalent als Ministeris d'Afers Exteriors europeus). Va realitzar la seva primera conferència de premsa exercint aquest càrrec cinc setmanes després, el 6 de juny de 2017.